# Elecciones municipales de Guayaquil de 2023
Las elecciones municipales de Guayaquil de 2023 hacen referencia al proceso electoral que se llevó a cabo en febrero de 2023. Las elecciones municipales determinaron, por sufragio directo de los electores, las dignidades que encabezarán el cabildo municipal por un período de cuatro años comprendidos entre el 2023 y el 2027. Se eligió a un alcalde, 15 concejales que conforman el Concejo Municipal de Guayaquil, así como 5 vocales para cada una de las juntas parroquiales en la zona rural de la ciudad para el período 2023-2027.
La mayoría de sondeos de intención de voto a la alcaldía previos a la elección predecían el triunfo de la alcaldesa en ejercicio Cynthia Viteri. Sin embargo, el ganador fue Aquiles Álvarez, por el Movimiento Revolución Ciudadana. Será el primer alcalde de Guayaquil ajeno al Partido Social Cristiano desde 1992. Revolución Ciudadana también ganó la mayoría  de escaños (8 de 15) del Concejo Municipal.

## Etapa preelectoral

### Precandidaturas retiradas
| Lista                  | Logo           | Partido / Movimiento                                          | Precandidato                   | Razón                                | Ref.  |
| ---------------------- | -------------- | ------------------------------------------------------------- | ------------------------------ | ------------------------------------ | ----- |
| 3                      |                | Partido Sociedad Patriótica                                   | María José Castillo Montaño    | Partido cambia de candidata          | [ 2 ] |
| 3                      | Andrea Sánchez | Partido Sociedad Patriótica                                   |                                | Partido cambia de candidata          | [ 2 ] |
| 4 16                   |                | Pueblo, Igualdad y Democracia Movimiento AMIGO                | Jessica Delgado Saldarriaga    | Movimientos no inscriben candidatura | [ 3 ] |
| 6 75                   |                | Partido Social Cristiano Movimiento Cívico Madera de Guerrero | Nicolás Lapentti Carrión       | Partido escoge a Cynthia Viteri      | [ 4 ] |
| 21                     |                | Movimiento CREO                                               | Álvaro Baquerizo               | Movimiento no inscribe candidatura   | [ 3 ] |
| 33                     |                | Movimiento Renovación Total                                   | Juan Carlos Sánchez Barrezueta | Movimiento no inscribe candidatura   | [ 3 ] |
|                        |                | Independiente                                                 | Otto Sonnenholzner             | Decisión personal                    | [ 5 ] |
| Cristina Reyes Hidalgo | [ 6 ]          | Independiente                                                 |                                | Decisión personal                    |       |

## Candidaturas
| Lista | Logo | Partido / Movimiento                                              | Candidato                 | Cargos Previos                                                               | Ref.          |
| ----- | ---- | ----------------------------------------------------------------- | ------------------------- | ---------------------------------------------------------------------------- | ------------- |
| 1 17  |      | Centro Democrático Partido Socialista Ecuatoriano                 | Jimmy Jairala Vallazza    | Prefecto del Guayas (2009-2018)                                              | [ 7 ]         |
| 2 18  |      | Minga por Guayaquil Conformado por: - Unidad Popular - Pachakutik | Ecuador Montenegro Morán  | Presidente del Colegio Médico Provincial del Guayas                          | [ 8 ] [ 9 ]   |
| 3     |      | Partido Sociedad Patriótica                                       | Rocío Serrano Molina      | Empresaria                                                                   | [ 10 ]        |
| 5     |      | Revolución Ciudadana                                              | Aquiles Álvarez Henriquez | Vicepresidente de Barcelona S.C. (2020-2022)                                 | [ 11 ] [ 12 ] |
| 6 75  |      | Partido Social Cristiano Movimiento Cívico Madera de Guerrero     | Cynthia Viteri Jiménez    | Alcaldesa de Guayaquil (desde 2019)                                          | [ 13 ] [ 14 ] |
| 8     |      | Avanza                                                            | Antonio Orbe Baldeón      | Secretario general del Partido Avanza                                        | [ 15 ] [ 16 ] |
| 12    |      | Izquierda Democrática                                             | John Garaycoa Cárdenas    | Presidente de MAC Security                                                   | [ 17 ] [ 18 ] |
| 20    |      | Democracia Sí                                                     | Jaime Páez Muentes        | Analista Técnico de Draguayas-EP                                             | [ 17 ] [ 19 ] |
| 23    |      | Partido SUMA                                                      | Pedro Pablo Duart Segale  | Gobernador del Guayas (2019-2020)                                            | [ 20 ] [ 21 ] |
| 35    |      | Movimiento MOVER                                                  | Jonathan Parra Villacis   | Asambleísta Nacional Alterno (2017-2021)                                     | [ 22 ]        |
| 61    |      | Movimiento Renovación                                             | Iván Tutillo Arcentales   | Presidente del Colegio de Analistas y Licenciados en Sistemas de Información | [ 23 ] [ 24 ] |

## Sondeos de intención de voto
| Fecha      | Fuente       | Muestra    | Error (%) | Cynthia Viteri | Jimmy Jairala | Aquiles Alvarez | Pedro Pablo Duart | Rocío Serrano | Ecuador Montenegro | John Garaycoa | Jonathan Parra | Iván Tutillo | Jaime Páez | Nulo  | Blanco |
| ---------- | ------------ | ---------- | --------- | -------------- | ------------- | --------------- | ----------------- | ------------- | ------------------ | ------------- | -------------- | ------------ | ---------- | ----- | ------ |
| 16/01/2023 | MR Analytica | -          | -         | 25%            | 19%           | 20%             | 8%                | 8%            | 8%                 | 8%            | 8%             | 8%           | 8%         | 9%    | 9%     |
| 06/01/2023 | Clima Social | 425 casos  | ±4,75%    | 28,2%          | 20,5%         | 16%             | 4,9%              | 1,2%          | 0,9%               | 0,5%          | 0,7%           | 0%           | 1,2%       | 13,4% | 13,4%  |
| 02/01/2023 | MR Analytica | -          | -         | 17%            | 19%           | 10%             | 5%                | 5%            | 5%                 | 5%            | 5%             | 5%           | 5%         | 8%    | 8%     |
| 28/12/2023 | Cedatos      | 2112 casos | ±3,1%     | 29,5%          | 12,4%         | 20,6%           | 4,9%              | 1,4%          | 0,7%               | 0,6%          | 0,9%           | 0,2%         | 0,2%       | 18,2% | 18,2%  |
| 12/2022    | Mercanálisis | -          | -         | 52%            | 20%           | 17%             | 5%                | -             | -                  | -             | 3%             | -            | -          | -     | -      |
| 01/12/2022 | Clima Social | 613 casos  | ±3,96%    | 28,2%          | 17,8%         | 12,4%           | 4,2%              | 2,1%          | 2,1%               | 0,5%          | 0,3%           | 0,2%         | 0,2%       | 19,2% | 19,2%  |
| 19/11/2022 | Diario Extra | 799 casos  | ±3,5%     | 37,3%          | 33,5%         | 17,9%           | 6,4%              | 1,4%          | 0,9%               | 1,1%          | 1,3%           | 0,1%         | 0,2%       | -     | -      |
| 19/10/2022 | Market       | -          | -         | 47,6%          | 17,4%         | 11,3%           | 2,4%              | 1,1%          | 0,8%               | 0%            | 0%             | 0,3%         | 0,3%       | 19%   | 19%    |
| 11/10/2022 | Neo Consulta | 850 casos  | ±3,4%     | 34%            | 13%           | 25%             | 2%                | 1%            | 2%                 | 0%            | 0%             | 1%           | 0%         | 22%   | 22%    |

## Resultados

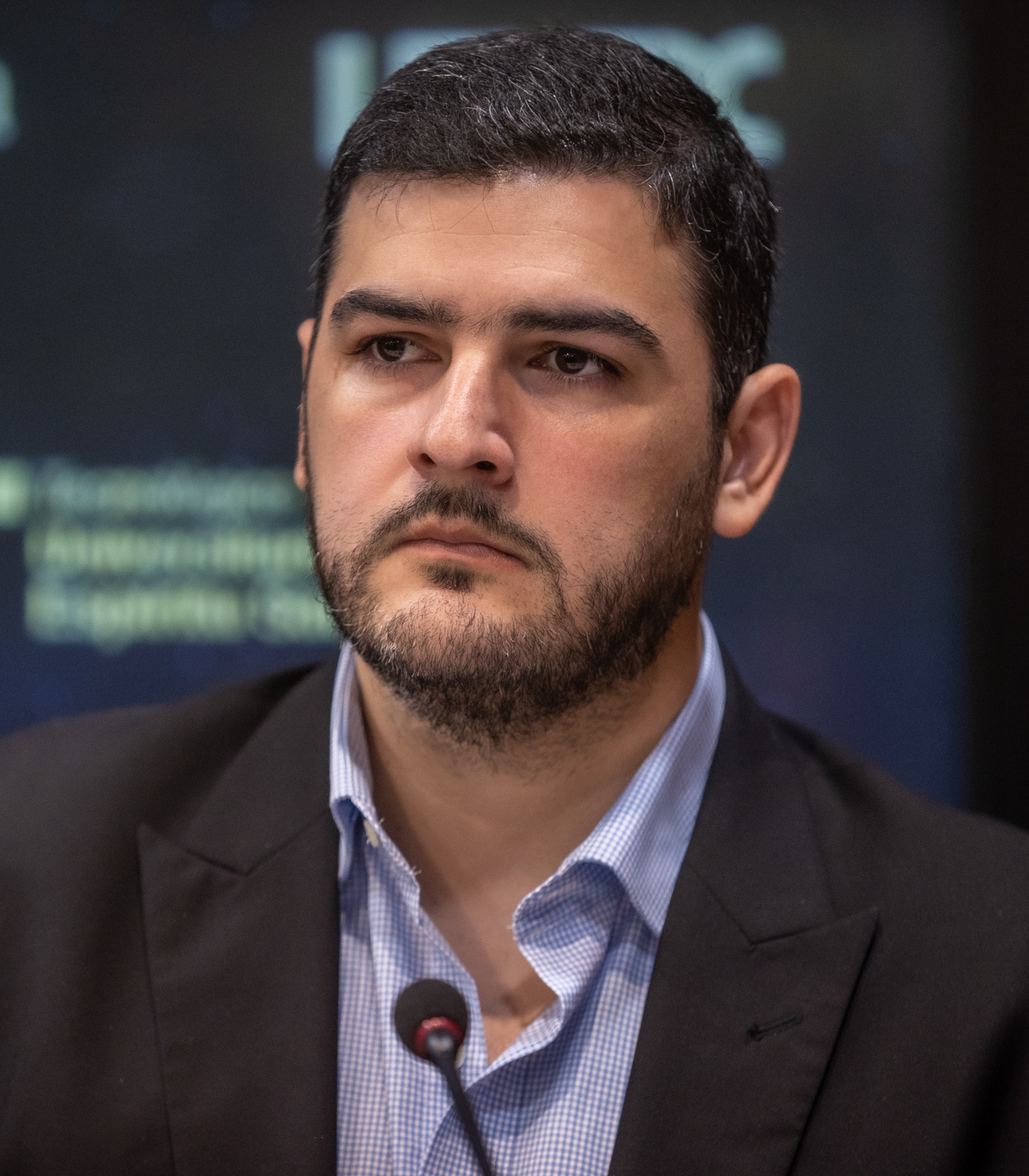
Aquiles Alvarez, Alcalde de Guayaquil electo.

### Alcaldía
|  | 39.87 % |

|  | 30.39 % |

|  | 14.09 % |

|  | 10.34 % |

|  | 1.34 % |

|  | 1.06 % |

|  | 0.79 % |

|  | 0.62 % |

|  | 0.55 % |

|  | 0.51 % |

|  | 0.43 % |

|  | 100 % |

### Nómina de Concejales Electos

#### Circunscripción Urbana 1
| Partido o coalición                                           | Concejal        |
| ------------------------------------------------------------- | --------------- |
| Revolución Ciudadana                                          | Blanca López    |
| Revolución Ciudadana                                          | Arturo Escala   |
| Revolución Ciudadana                                          | Shirley Aldaz   |
| Partido Social Cristiano Movimiento Cívico Madera de Guerrero | Jorge Acaiturri |
| Partido Social Cristiano Movimiento Cívico Madera de Guerrero | Mayra Montaño   |

#### Circunscripción Urbana 2
| Partido o coalición                                           | Concejal           |
| ------------------------------------------------------------- | ------------------ |
| Revolución Ciudadana                                          | Emily Vera         |
| Revolución Ciudadana                                          | Terry Álvarez Ruiz |
| Revolución Ciudadana                                          | July Álvarez       |
| Partido Social Cristiano Movimiento Cívico Madera de Guerrero | Úrsula Strenge     |
| Partido Social Cristiano Movimiento Cívico Madera de Guerrero | Egis Caicedo       |

#### Circunscripción Urbana 3
| Partido o coalición                                           | Concejal               |
| ------------------------------------------------------------- | ---------------------- |
| Partido Social Cristiano Movimiento Cívico Madera de Guerrero | Jorge Rodríguez Cuesta |
| Partido Social Cristiano Movimiento Cívico Madera de Guerrero | Soledad Diab           |
| Revolución Ciudadana                                          | Raúl Chávez            |
| Partido SUMA                                                  | Juana Montero          |

#### Circunscripción Rural
| Partido o coalición  | Concejal      |
| -------------------- | ------------- |
| Revolución Ciudadana | Manuel Romero |